# Llewellyn Woodward
Ernest Llewellyn Woodward (1890-1971) est un historien britannique. 

## Biographie
Il fait ses études à la Merchant Taylors' School et au Corpus Christi College d'Oxford et, après la Première Guerre mondiale, il devient maître de conférences en histoire moderne et membre du All Souls College de 1919 à 1944 et membre du New College de 1922 à 1939. Plus tard, il est professeur Montague Burton de relations internationales (1944-1947) puis professeur d'histoire moderne à Oxford. Il enseigne ensuite à l'Université de Princeton aux États-Unis (1951-1962).
Sa première publication porte sur la fin de l'Empire romain alors qu'il est en congé de maladie pendant la Première Guerre mondiale, mais ses œuvres les plus célèbres sont sur la Première Guerre mondiale. Il écrit The Age of Reform dans l'Oxford History of England.